# 1751年哲學
1751年哲學事件  

## 著作
- 大卫·休谟, 《道德原則研究》

## 出生
- 3月3日 – 皮埃爾·普雷沃斯特（英语：Pierre Prévost）,日內瓦哲學家和物理學家，死於1839年。
- 3月16日 - 詹姆斯·麦迪逊 ，美國哲學會會士、美國第四任總統，死於1836年。
- 5月9日 – 雅各布·弗里德里希·馮·阿貝爾（英语：Jacob_Friedrich_von_Abel）,德國哲學家，死於1829年。
- 10月4日 – 丹尼爾·波伊提烏（瑞典语：Daniel Boëthius）,瑞典哲學家，死於1810年。

## 死亡
- 4月27日 – 約翰·威廉·馮·伯傑（德语：Johann Wilhelm von Berger）,德國哲學家、演說家和歷史學家，生於1672年。
- 11月11日 – 朱利安·奥弗雷·拉·美特利,法國戲劇和哲學家，生於1709年。
- 12月12日 – 亨利·聖約翰，英國政治家和哲學家，生於1678年。